# محل شبه الجملة من الإعراب
ِِ
الجار والمجرور مع الظروف، يُطلَق عليهما اسم (شبه الجملة)، وهو مصطلح وسط بين قسمي القول المفرد: وهو ما ليس جملة ولا شبه جملة، والجملة: وهي ما تكونت من مبتدأ وخبره (اسمية) أو فعل وفاعله (فعلية). وشبه الجملة عنصر مهم في تراكيب اللغة العربية، وقد يتطلب الإعراب ذكر موقعه في الجملة، إذ لا تمام للمعنى ولا للإعراب بدون ذكره وذكر موقعه الإعرابي.

## القاعدة
- يعرب شبه الجملة من الجار والمجرور والظروف حسب حاجة الجملة إلى محل من الإعراب، فيكون:

1. في محل رفع خبر المبتدأ، أو خبر الحروف الناسخة.
2. في محل نصب خبر الأفعال الناسخة، أو مفعولًا ثانيًا لها.
3. في محل رفع أو نصب أو جر صفة.
4. في محل رفع نائب فاعل.
5. في محل نصب حال.

- لا يكون لشبه الجملة محل من الإعراب إذا وقع صلة للاسم الموصول.
- إذا وقع شبه الجملة في غير المواضع السابقة فإنه يتعلق مجرد تعلق معنوي بالفعل قبله أو بما يشبهه، ويُقصد بما يشبه الفعل الوصف المشتق منه، كاسم الفاعل، واسم المفعول، وصيغة المبالغة، واسم التفضيل.[1]

## الأمثلة
- ﴿الْحَمْدُ لِلَّهِ رَبِّ الْعَالَمِينَ﴾

تأمل المثال أعلاه تجد أن كلمة (الحمد) تُعرب مبتدأ، والمبتدأ يحتاج إلى خبر، فإذا بحثت عن الخبر لم تجد إلا الجار والمجرور، وعليه يكون شبه الجملة من الجار والمجرور (لله) في محل رفع خبر المبتدأ. وقد يكون هذا الخبر مقدمًا كقوله تعالى: ﴿فَلِلَّهِ الْحَمْدُ رَبِّ السَّمَاوَاتِ وَرَبِّ الْأَرْضِ رَبِّ الْعَالَمِينَ﴾.
- ﴿فَاصْبِرْ ۖ إِنَّ الْعَاقِبَةَ لِلْمُتَّقِينَ﴾

تجد هنا الحرف الناسخ (إن) قد نصب المبتدأ وهو كلمة (العاقبة) فصار اسمًا لها، وإذا بحثت عن خبرها لم تجد إلا الجار والمجرور (للمتقين)، فشبه الجملة إذن في محل رفع خبر (إن). وكذا الحال في الأفعال الناقصة،
- ﴿وَلَوْلَا نِعْمَةُ رَبِّي لَكُنتُ مِنَ الْمُحْضَرِينَ﴾

التاء المتحركة في المثال الثالث في محل رفع اسم (كان)، وشبه الجملة من الجار والمجرور (من المحضرين) في محل نصب خبر (كان).
- رأيت عصفورًا على الشجرة.

هنا تجد أن شبه الجملة من الجار والمجرور قد بيَّن صفة الاسم النكرة قبلهما، فشبه الجملة إذن في محل نصب صفة لكلمة (عصفورًا).
- رأيت العصفورَ على الشجرة.

جاء الجار والمجرور لبيان هيئة الاسم المعرفة قبله فيكون شبه الجملة في محل نصب حالًا من كلمة (العصفور).
- لا يُسْكَتُ عن مُنْكَرٍ إلا إذا ضَعُفَ الإيمانُ.

إن الفعل (يُسكت) مبني للمجهول والفعل المبني للمجهول يحتاج إلى اسم بعده يعرب نائب فاعل، وإذا بحثت عن هذا الاسم لم تجد إلا شبه الجملة، فيكون شبه الجملة من الجار والمجرور في محل رفع نائب فاعل.
- اقْتَنِ الكتب النافعة وانتفعْ بما فيها.

وكما يكون لشبه الجملة محل من الإعراب فقد لا يكون له محل من الإعراب، كما في المثال الأخير، حيث وقع شبه الجملة من الجار والمجرور صلة للاسم الموصول (ما)، ولذا فليس له محل من الإعراب. وبقي أن تعرف أن شبه الجملة إذا وقع في غير الحالات السابقة فإنه يتعلق (يرتبط) مجرد تعلق معنوي بالفعل الذي قبله أو بما يشبهه)، فالجار والمجرور في قولك: (أنا كاتب بالقلم) متعلق باسم الفاعل (كاتب) وهكذا.

## الظرف
وما قيل هنا عن الجار والمجرور ينطبق تمامًا على الظرف؛ لأنه يجمعهما مصطلح (شبه الجملة).